# Refuge faunique national Missisquoi
Pour les articles homonymes, voir Missisquoi.
Le refuge faunique national Missisquoi (anglais : Missisquoi National Wildlife Refuge) est un refuge faunique national des États-Unis situé dans l'État du Vermont au sud de la baie Missisquoi, près de la frontière canado-américaine. Le refuge protège le delta de la rivière Missisquoi qui sert d'habitat pour de nombreux oiseaux migrateurs et aussi la héronnière de l'île Shad qui présente la plus grande concentration de Grand Héron au Vermont. Il est administré par le United States Fish and Wildlife Service.

## Toponymie
Le nom du refuge provient de la baie Missisquoi. Bien que l'on sache que l'origine soit de la langue abénaqui, la signification de celui-ci est incertaine.  Selon certains, le nom signifierait « beaucoup d'oiseaux aquatiques ». Selon le père Joseph-Étienne Guinard, le nom proviendrait de l'algonquin missiskwok qui signifierait « grosses femmes ».  Enfin, selon Joseph Laurent, chef abénaqui au XIXe siècle, le nom proviendrait de l'abénaqui Masipskoik et signifie « où il y a de la pierre à fusil ».

## Géographie
Le refuge est situé au nord-est du lac Champlain, dans l'État du Vermont à quelques centaines de mètres au sud de la frontière du Canada.  Le territoire de 27,23 km2 est situé sur les territoires municipaux de Swanton et de Highgate, tous deux situés dans le comté de Franklin.
Le territoire du refuge comprend entre autres le delta de la rivière Missisquoi et les marais entre la baie Missisquoi et la baie Maquam.

## Milieu naturel

### Faune

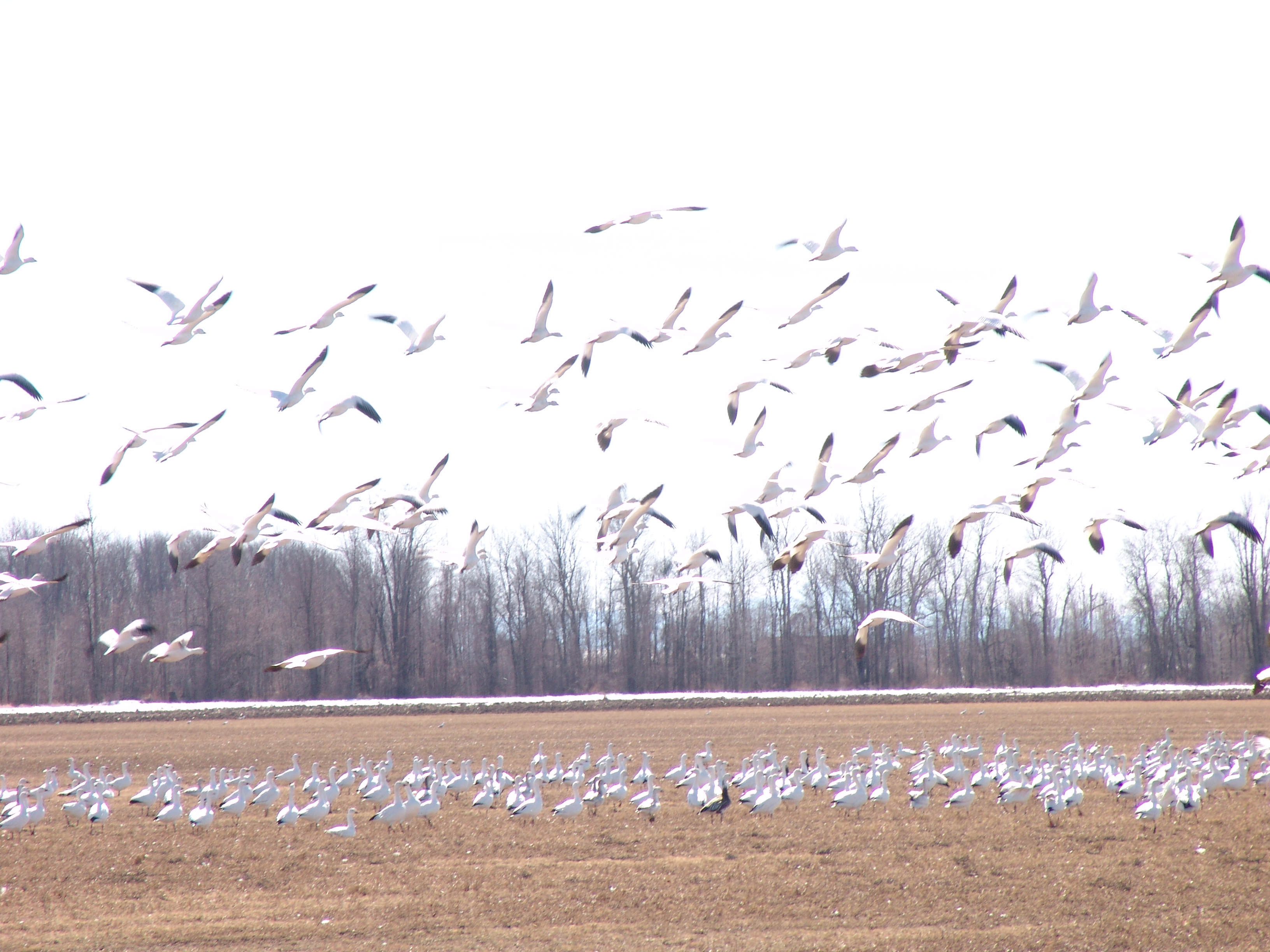
Oies des neiges dans le refuge faunique national Missisquoi.

On retrouve 35 espèces de mammifères dans le refuge.  Parmi les ongulés, on retrouve l'Orignal (Alces alces) et le Cerf de Virginie (Odocoileus virginianus).  Parmi les carnivores, on retrouve le Lynx roux (Lynx rufus), la Loutre de rivière (Lutracanadensis), la Mouffette rayée (Mephitis mephitis), le Vison d'Amérique (Neovison vison), la Belette à longue queue (Mustela frenata), l'Hermine (Mustela erminea), le Pékan (Martes pennanti), le Raton laveur (Procyon lotor), le Renard Roux (Vulpes vulpes) et le Coyote (Canis latrans)  Parmi les petits mammifères on retrouve le Porc-épic d'Amérique (Erethizon dorsatum), le rat surmulot (Rattus norvegicus), le Rat musqué (Ondatra zibethicus), le Campagnol des champs (Microtus pennsylvanicus), la Souris à pattes blanches (Peromyscus leucopus), le Castor du Canada (Castor canadensis), la Marmotte commune (Marmota monax), le Grand polatouche (Glaucomys sabrinus), l'Écureuil roux (Tamiasciurus hudsonicus), l'Écureuil gris (Sciurus carolinensis), le Tamia rayé (Tamias striatus), le Lièvre d'Amérique (Lepus americanus), le Lapin à queue blanche (Sylvilagus floridanus), le Condylure à nez étoilé (Condylura cristata) et la Grande Musaraigne (Blarina brevicauda).  On y retrouve aussi 8 espèces de chauve-souris, soit la Petite Chauve-souris brune (Myotis lucifugus), la Grande Chauve-souris brune (Eptesicus fuscus), la Chauve-souris nordique (Myotis septentrionalis), la chauve-souris pygmée (Myotis leibii), la Chauve-souris argentée (Lasionycteris noctivagans), la Chauve-souris rousse (Lasiurus borealis), la Chauve-souris cendrée(Lasiurus cinereus) et la Pipistrelle de l'Est (Pipistrellus subflavus).
Environ 200 espèces d'oiseaux fréquentent le refuge.
Parmi les poissons qui fréquentent le refuge, on retrouve le Doré jaune (Sander vitreus), le Grand brochet (Esox lucius), l'Achigan à grande bouche (Micropterus salmoides), la Barbotte brune (Ameiurus nebulosus), la Perchaude (Perca flavescens), le Baret (Morone americana), la Lote (Lota lota), la Carpe commune (Cyprinus carpio), le Barbue de rivière (Ictalurus punctatus), le Poisson-castor (Amia calva), le Meunier noir (Catostomus commersonii), le Meunier rouge (Catostomus catostomus), l'Anguille d'Amérique (Anguilla rostrata), le Brochet maillé (Esox niger) et le Maskinongé (Esox masquinongy), le Malachigan (Aplodinotus grunniens), la Marigane noire (Pomoxis nigromaculatus), le Lépisosté osseux (Lepisosteus osseus), le Crapet-soleil (Lepomis gibbosus), l'Achigan à petite bouche (Micropterus dolomieu) et le Crapet de roche (Ambloplites rupestris).